# Muñoveros
Muñoveros es un municipio y localidad española de la provincia de Segovia, en la comunidad autónoma de Castilla y León. Cuenta con una población de 145 habitantes (INE 2024).
En su término municipal, a 2 km al noroeste se encuentra el despoblado de San Bartolomé o San Bartolo, llamado así por la advocación de su iglesia, todavía quedan restos de construcciones. También existieron y desaparecieron los barrios de San Sebastián, Los San Pedros y Las Casillas.
Según la leyenda, en la iglesia parroquial se encontraría la tumba de Juan Bravo, comunero de Castilla junto a la de su mujer.

## Toponimia

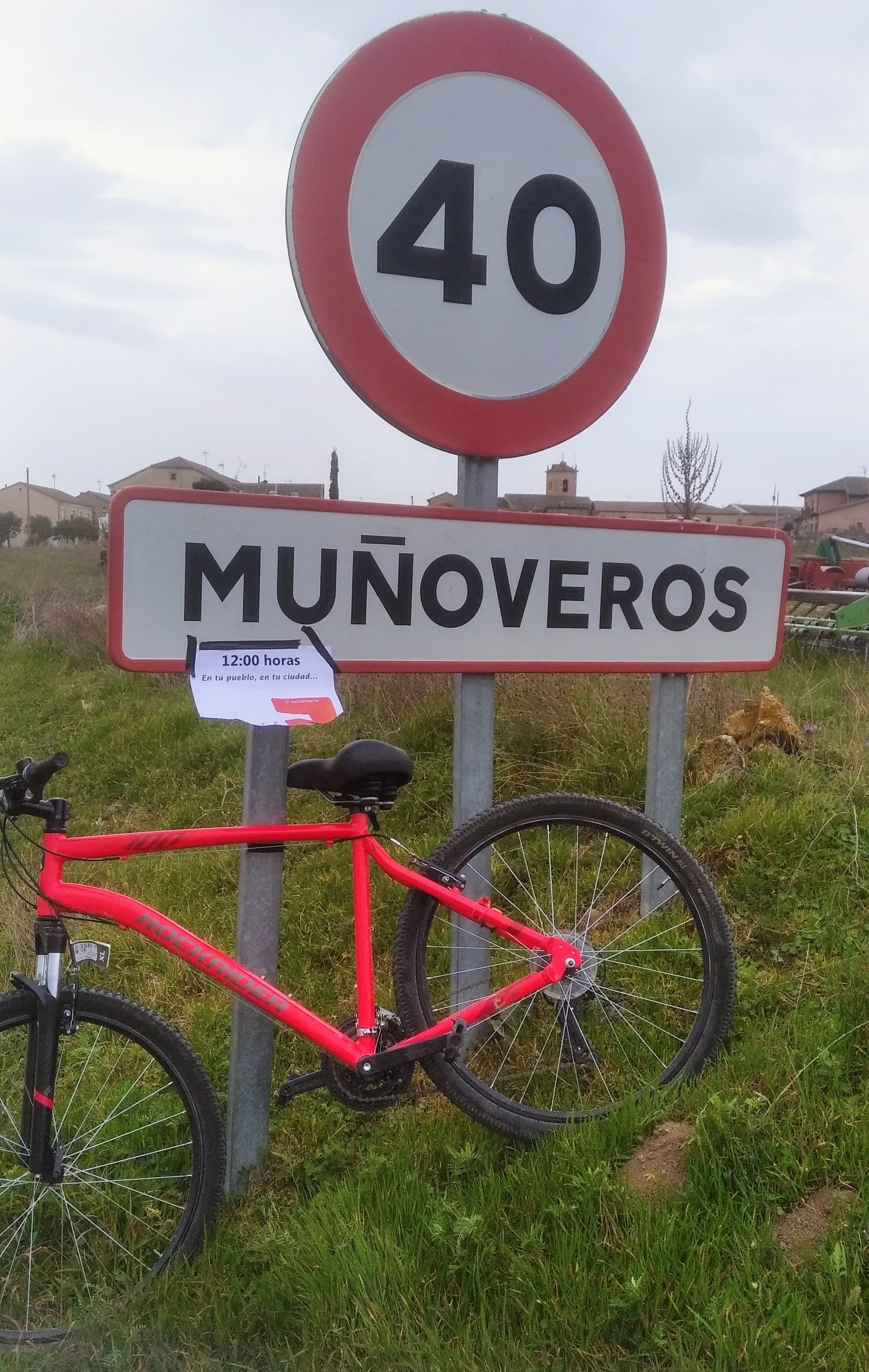
Nombre del municipio en la señal que indica la entrada a la zona urbanizada

En 1247 aparece citada como Mannuveros y desde 1402, de forma casi exclusiva, la documentación indica Muñoveros. Inicialmente se pensó que derivaba del antropónimo Muño y el adjetivo latino verus ‘verdadero, correcto, justo, adecuado’, o bien del nombre de persona Mañero Veros (Mannero Verus), del cual se habría formado Mañuveros y posteriormente Muñoveros. Otra teoría señala que puede tener un origen vasco, derivado de maun ‘elevación del terreno, cúspide, loma, ribazo’, donde -au evolucionaría a -o, y obi ‘hueco, hoyo, concavidad’, en el sentido de vado y de donde procedería -oberos. De la unión de ambas raíces se formaría Moñoveros y posteriormente Muñoveros, con el significado de vado o cavidad de la loma o de la ribera.

## Geografía

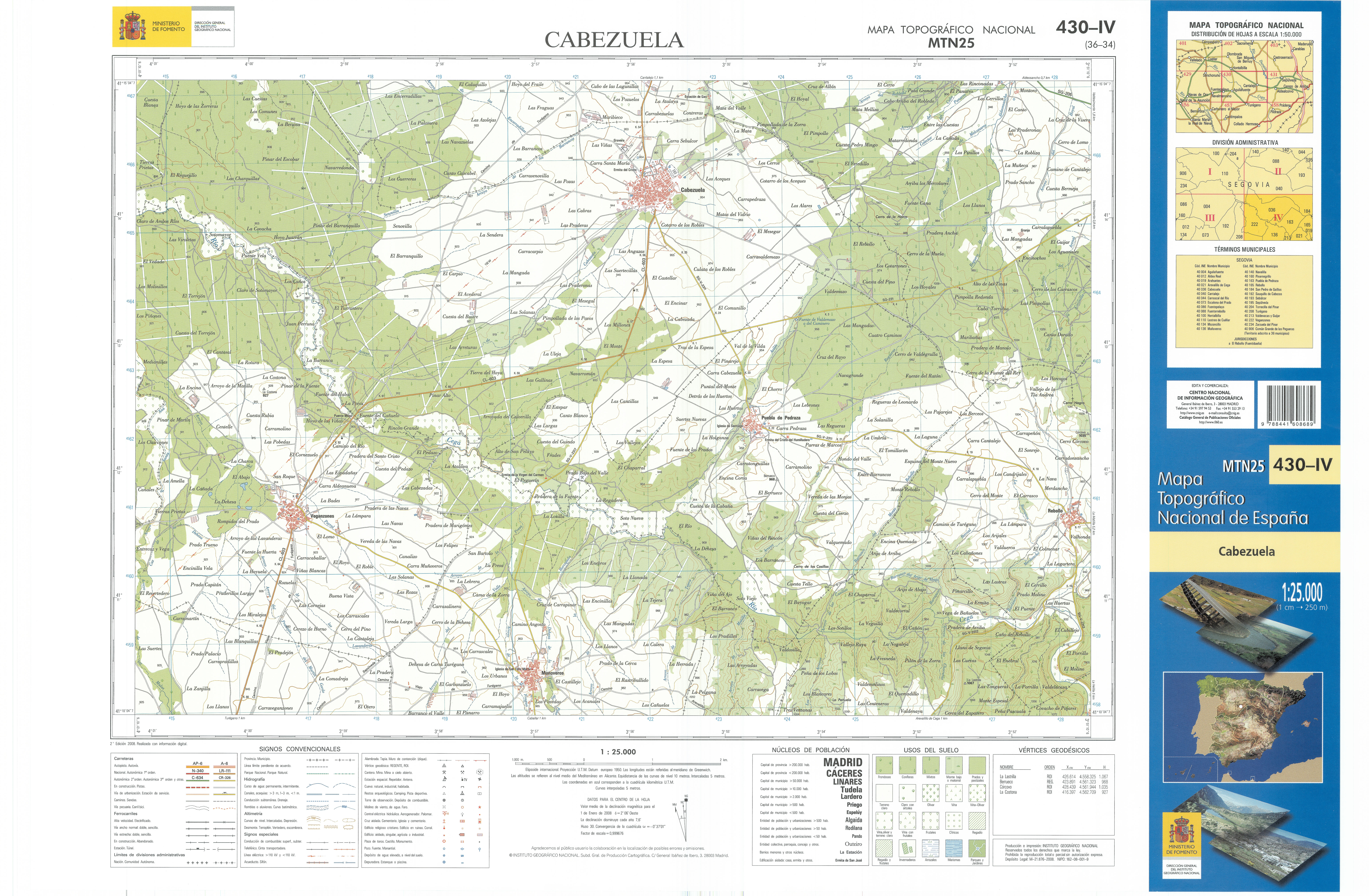
Fragmento de la hoja 430 del Mapa Topográfico Nacional de España de 2008 en el que se representa parte de Muñoveros

Por la localidad trascurre el Camino de San Frutos, aquí finaliza su tercera etapa y da comienzo la cuarta. Ambas de su itinerario por Caballar.
Perteneció al Sexmo de Posaderas en la Comunidad de Ciudad y Tierra de Segovia.
| Noroeste: Veganzones | Norte: Cabezuela | Noreste: Puebla de Pedraza   |
| Oeste: Veganzones    |                  | Este: Valdevacas y Guijar    |
| Suroeste: Turégano   | Sur: Caballar    | Sureste: Valdevacas y Guijar |

La localidad está situada a una altitud de 959 m s. n. m.

## Demografía
Cuenta con una población de 145 habitantes (INE 2024).
| Gráfica de evolución demográfica de Muñoveros entre 1842 y 2021                                                       |
| |
| Población de derecho según los censos de población del INE. Población de hecho según los censos de población del INE. |

El municipio, que tiene una superficie de 19,37 km², cuenta según el padrón municipal para 2022 del INE con 127 habitantes y una densidad de 6,55 hab./km².

## Símbolos
El escudo heráldico y la bandera que representan al municipio fueron aprobados oficialmente el 20 de marzo de 1997. El escudo se blasona de la siguiente manera:

«Escudo medio cortado y partido. Primero, de oro con el Caudillo Juan Bravo de Mendoza, armado de todas sus armas y sosteniendo en la diestra una bandera carmesí. Cortado de azur con un calvario de tres cruces de plata en faja. Partido de gules con un acueducto de dos órdenes, de plata, mazonado de sable, puesto sobre peñas de lo mismo. Al timbre, la Corona Real española.»
Boletín Oficial de Castilla y León n.º 74 de 18 de abril de 1997

La descripción textual de la bandera es la siguiente:

«Bandera rectangular de proporción 2:3, tronchada, dividida por una línea diagonal del ángulo diestro superior al siniestro inferior, en dos partes iguales, los cantones de púrpura (diestro) y blanco (siniestro), y brochante al centro el escudo municipal en sus colores»
Boletín Oficial de Castilla y León n.º 74 de 18 de abril de 1997

## Administración y política
| Periodo   | Nombre                                                                               | Partido               |
| --------- | ------------------------------------------------------------------------------------ | --------------------- |
| 1979-1983 | Juan José Santos Arroyo                                                              | AE                    |

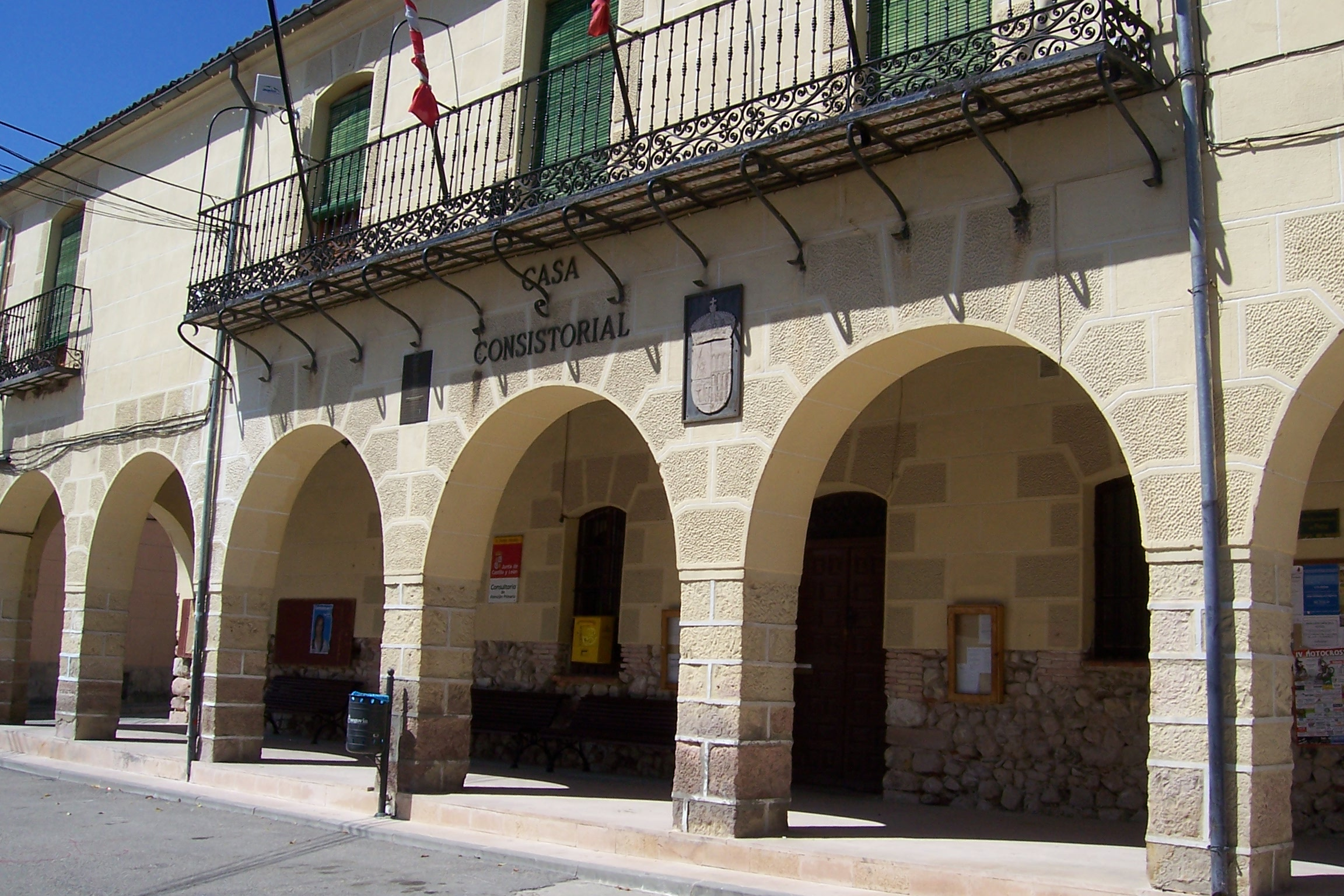
Casa consistorial, sede del Ayuntamiento

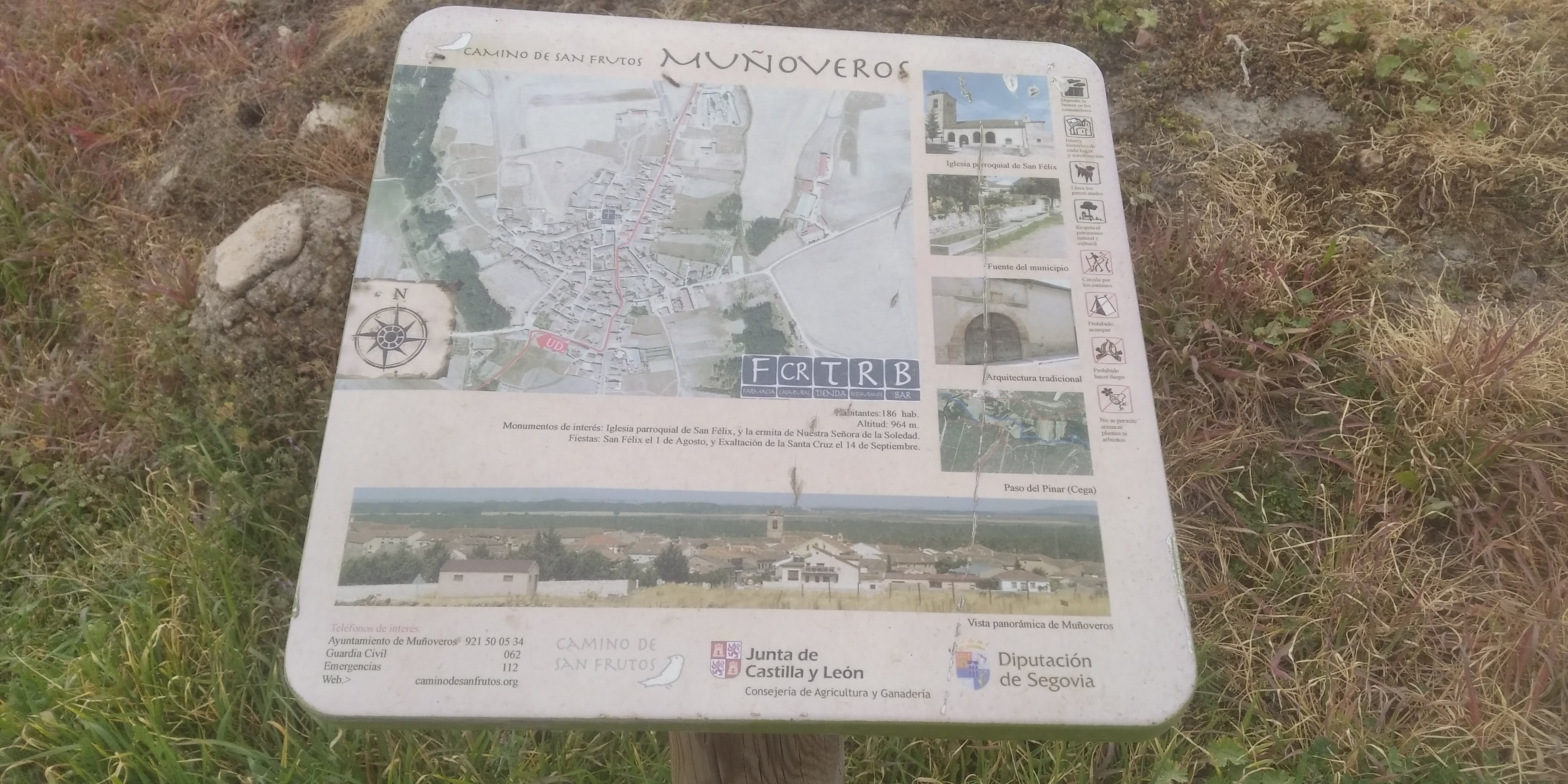
Placa informativa sobre el pueblo en Camino de San Frutos

| 1983-1987 | Francisco Sebastián Velasco                                                          | AP-PDP-UL             |
| 1987-1991 | Eladio García Encinas                                                                | CI                    |
| 1991-1995 | Luis Miguel Borreguero Abuja                                                         | PSOE                  |
| 1995-1999 | Félix Manuel Escorial de Diego                                                       | PP                    |
| 1999-2003 | Ildefonso Sanz Del Barrio                                                            | PP                    |
| 2003-2007 | Ildefonso Sanz Del Barrio                                                            | PP                    |
| 2007-2011 | Fausto Gordo Roblejo                                                                 | PP                    |
| 2011-2015 | Ana Isabel Orejana Arribas                                                           | PP                    |
| 2015-2019 | Juan de Santos Antón                                                                 | Alternativa Muñoveros |
| 2019-2023 | Luis Miguel Borreguero Abuja                                                         | PP                    |
| 2023-act. | Luis Miguel Borreguero Abuja (2023 - 07.2025) Gema Cabrero de Andrés (07.2025 - act) | PP                    |

## Cultura

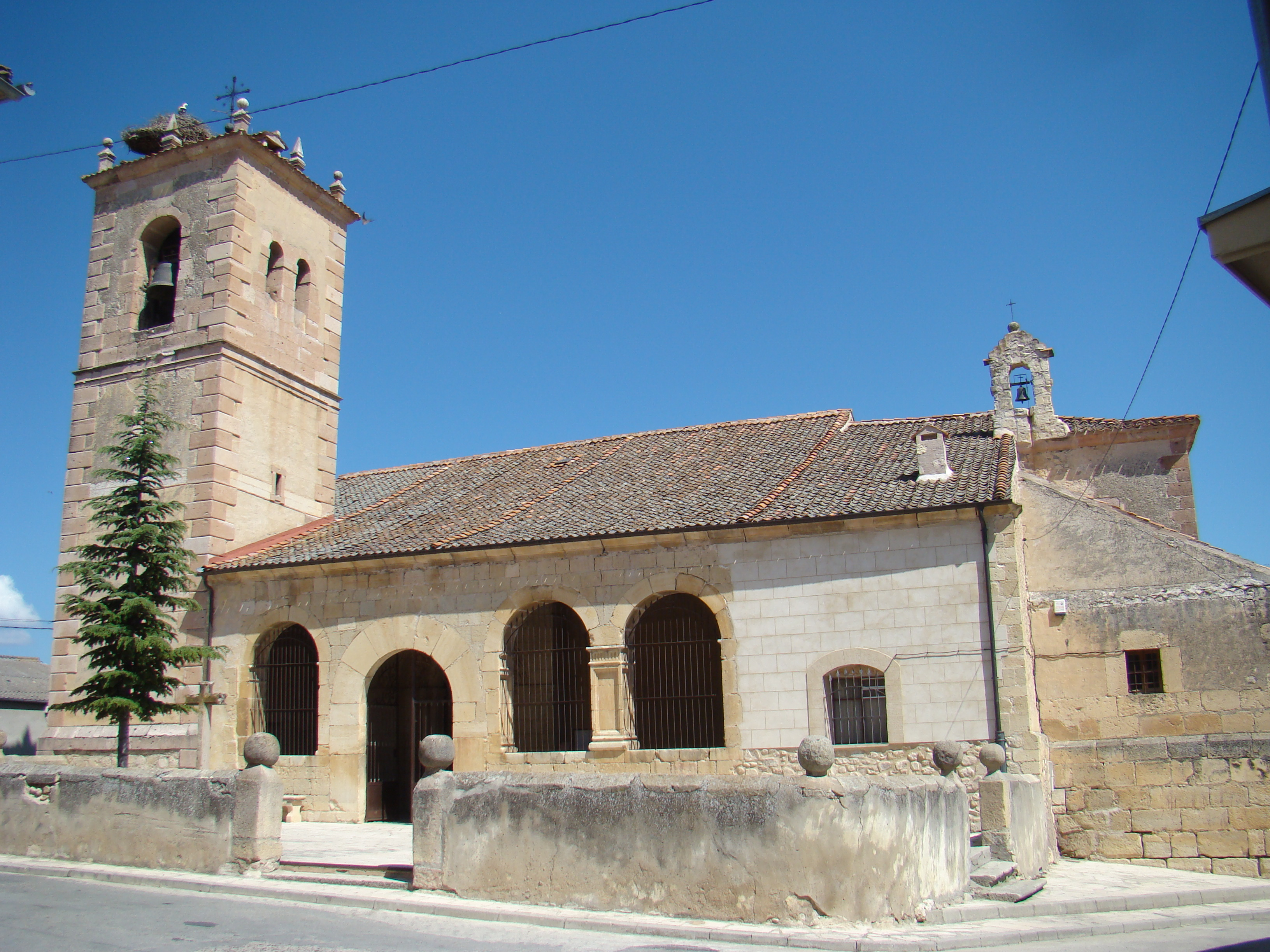
Iglesia de San Félix Mártir

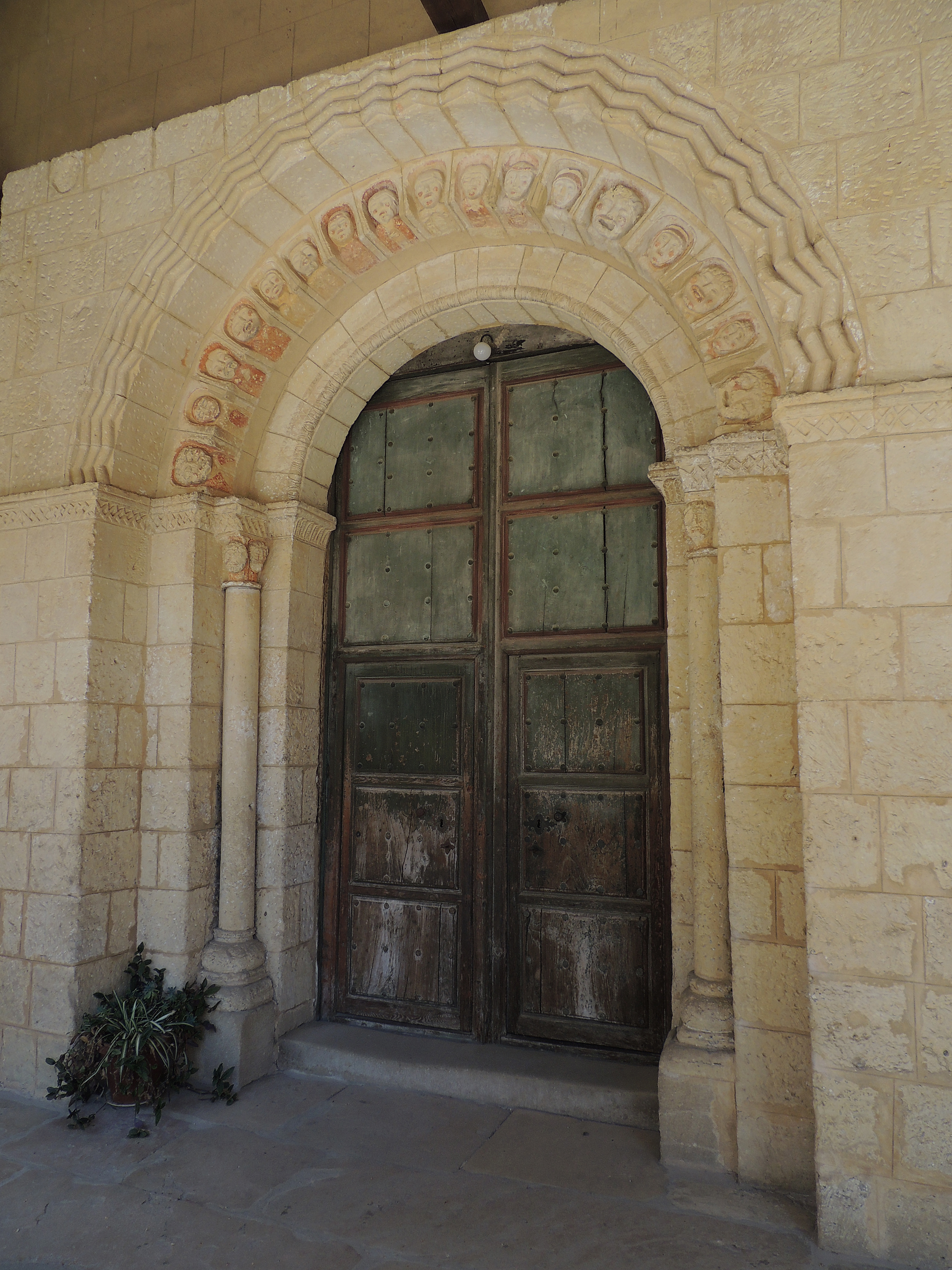
Portada de la iglesia

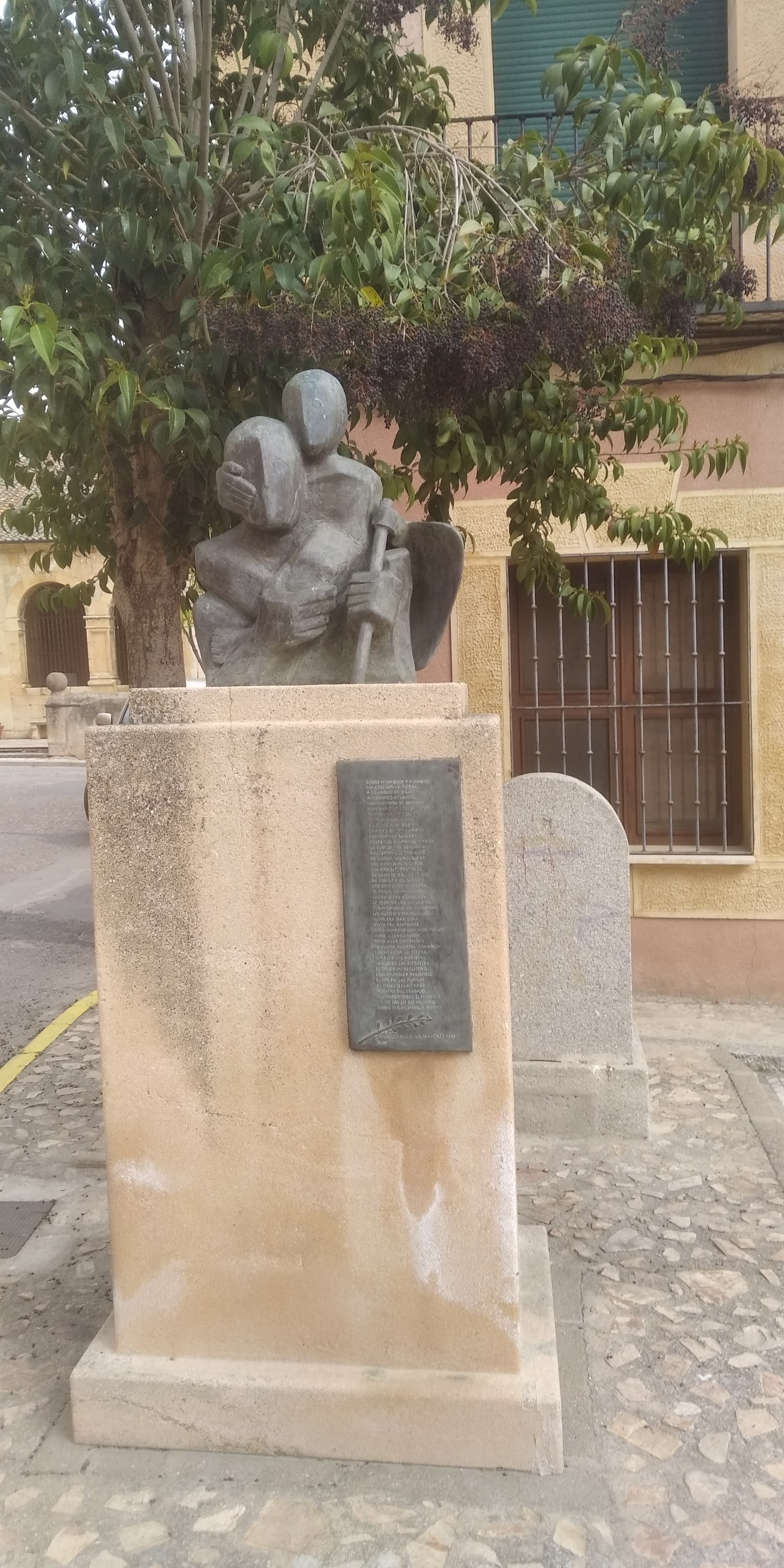
Monumento a los mayores

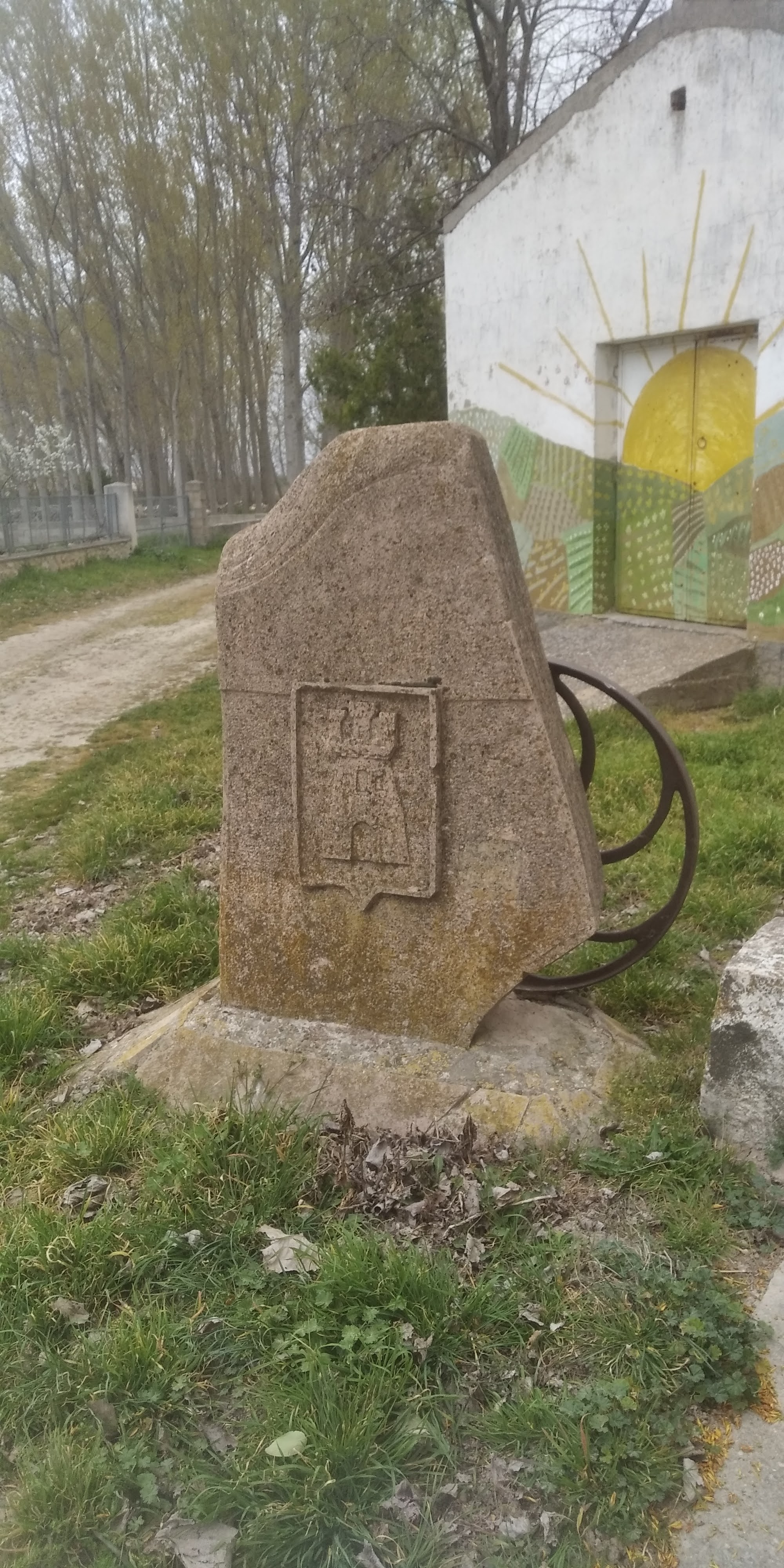
Monumento a las caceras

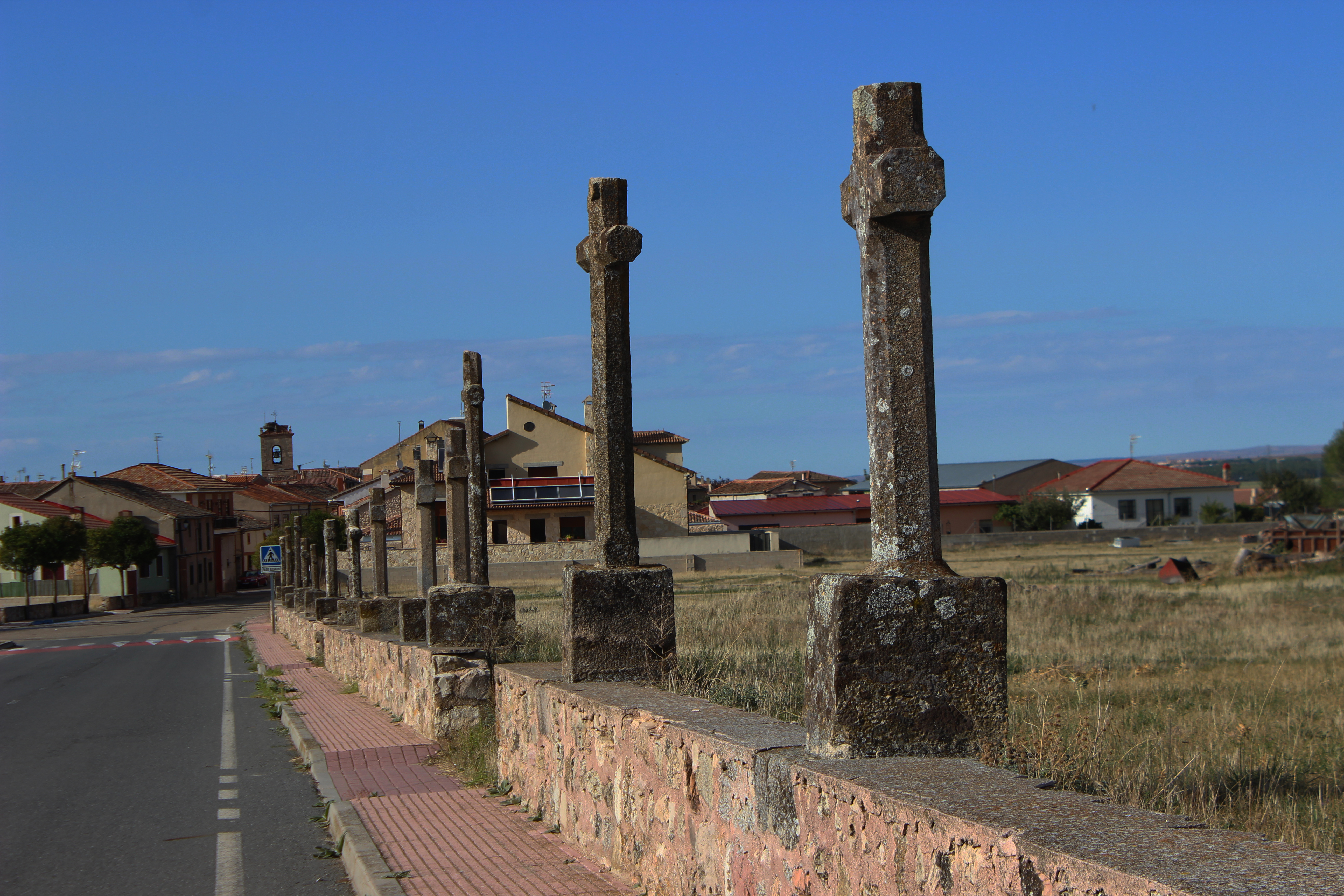
Vía crucis a la entrada de Muñoveros

### Patrimonio
- Iglesia de San Félix Mártir;
- Escultura a las personas mayores;
- Escultura a los caces de la Comunidad de Ciudad y Tierra de Segovia;
- Restos de los caces de la Comunidad de Ciudad y Tierra de Segovia;
- Ermita de Nuestra Señora de la Soledad;[17]
- Vía crucis;
- Pilón.

### Fiestas
- San Félix, el 1 de agosto;

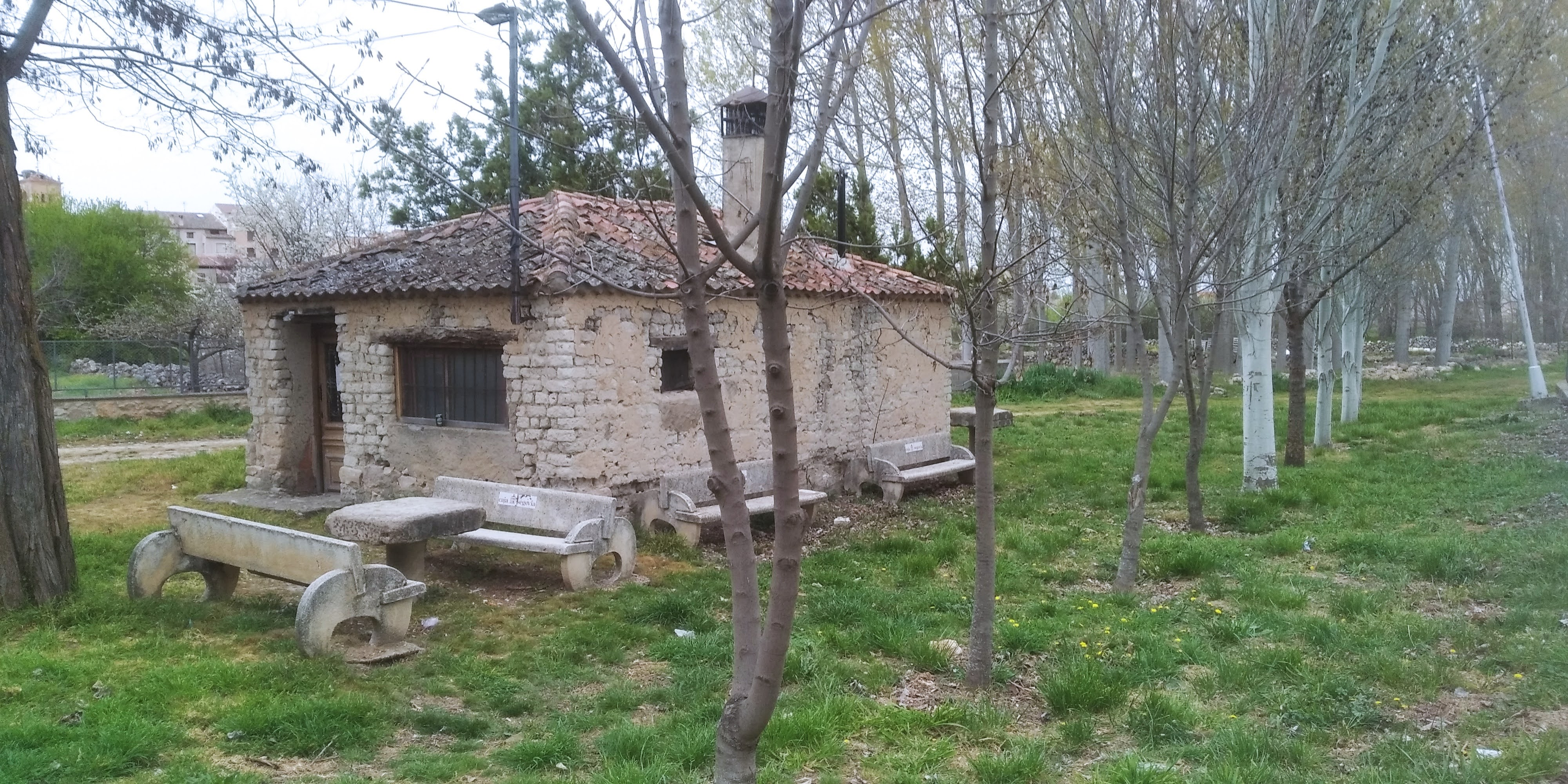
Local del Ayuntamiento donde se realizan actividades y comidas en las fiestas parroquiales

- Exaltación de la Santa Cruz, el 14 de septiembre.

### Leyendas
Leyenda del Tuerto de Pirón
El Tuerto de Pirón era un bandolero nacido en la localidad cercana de Santo Domingo de Pirón. Fernando Delgado Sanz, apodado el Tuerto de Pirón, robaba a los ricos, asaltaba iglesias y caminos, el entorno de Muñoveros fue uno de los lugares donde tuvo más actividad.
Leyenda del Callejón de los Infiernos
Esta historia cuenta en el viaje de Fernando el católico a Segovia para casarse con Isabel la católica, un grupo de nobles incluido el rey quedaron prendados de unas bellas jóvenes del lugar y después de intentar mantener encuentros con ellas los hombres de la zona les tendieron una emboscada en una callejón y les dieron una paliza de la que huyeron diciendo “vayámonos que esto es un infierno”, ese callejón, hoy, sigue llamándose “Callejón de los infiernos” y el enamoramiento hacia las damas del pueblo tiene fama de imposible y peligroso.
Leyenda del negro y las calaveras
En el vecino pueblo de Caballar se celebran desde tiempo inmemorial un ritual llamado Las Mojadas, que consiste en sumergir en tiempos de sequía las calaveras de los santos hermanos de San Frutos, San Valentín y Santa Engracia bajo agua haciendo terminar la sequía de manera casi inmediata.
Esta leyenda cuenta que en una de estas ocasiones en las calaveras fueron sumergidas en agua para frenar una sequía los vecinos decidieron mantenerlas toda una noche bajo agua porque era una gran sequía. Como no estaban vigiladas una vasallo de piel negra de origen musulmán al servicio de un pudiente de Muñoveros decidió robar las calaveras a modo de burla por este ritual que consideraba estúpido. Profanó las calaveras y destruyó en múltiples pedazos una de ellas. Cuando al lluvioso día siguiente en Caballar no encontraron las calaveras las buscaron intensamente hasta hallar muerto al negro con una de ellas y los restos de la otra, y también muertos a su señor y a la casi totalidad de los que en Muñoveros vivían, despoblando el lugar casi totalmente. Desde entonces se trasmite de generación en generación en los pueblos del entorno un fuerte rencor a los que de Muñoveros provienen y se empezaron a conservar en Caballar con más dedicación estas reliquias sagradas.